# C8H8N2
化学式C8H8N2（摩尔质量：132.17 g/mol）可能指：
- 甲基苯并咪唑
  - 1-甲基苯并咪唑，CAS号：1632-83-3 
  - 2-甲基苯并咪唑，CAS号：615-15-6 
  - 5-甲基苯并咪唑，CAS号：614-97-1 
  - 7-甲基苯并咪唑，CAS号：4887-83-6
- 氨基吲哚
  - 4-氨基吲哚，CAS号：5192-23-4 
  - 5-氨基吲哚，CAS号：5192-03-0 
  - 6-氨基吲哚，CAS号：5318-27-4
- 4-氰基苄胺，CAS号：10406-25-4
- 4-氨基氰化苄，CAS号：3544-25-0
- 2,2'-联吡咯，CAS号：10087-64-6

|  | 这个同类索引页列出了具有相同分子式的化学物（即同分異構體）条目。 除非您是有意链接至本页，否则应将相应条目的内部链接指向正确的条目。 |